# Brenton Strange
Brenton Lamont Strange (Parkersburg, Virginia Occidental; 27 de diciembre de 2000) más conocido como Brenton Strange, es un jugador profesional estadounidense de fútbol americano, se desempeña en la posición de tight end en Jacksonville Jaguars, en la National Football League (NFL).

## Carrera
Hizo su debut profesional con el equipo Jacksonville Jaguars, lleva jugando una temporada, comenzó en el 2023.